# Daniel Jesús Trujillo Suárez
Daniel Jesús Trujillo Suárez (Santa Cruz de Tenerife, Tenerife, 15 de gener de 1983) és un àrbitre de futbol espanyol de la Segona Divisió d'Espanya. Pertany al Comitè d'Àrbitres de Tenerife.

## Trajectòria
Després de set temporades a Segona Divisió, on va dirigir 105 partits, aconsegueix l'ascens a Primera Divisió d'Espanya conuntamente amb el col·legiat andalús José Luis Munuera Montero i el col·legiat de La Rioja Daniel Ocón Arráiz.
Va debutar l'11 de setembre de 2016 a primera divisió en un partit que va enfrontar el Granada Club de Fútbol contra la Sociedad Deportiva Eibar (1-2).
Després de només dues temporades a la primera divisió d'Espanya, descendeix a la Segona Divisió d'Espanya la temporada 2017-18. L'últim partit que va dirigir a primera divisió va ser el Málaga Club de Fútbol - Getafe Club de Fútbol (0-1) el 19 de maig de 2018.

## Temporades
| Categoria          | País    | Any       |
| ------------------ | ------- | --------- |
| Segona Divisió "B" | Espanya | 2005-2010 |
| Segona Divisió     | Espanya | 2010-2016 |
| Primera Divisió    | Espanya | 2016-2018 |
| Segona Divisió     | Espanya | 2018-2024 |